# Predator Files
Predator Files est le nom du scandale politico-judiciaire résultant d'une année de recherche d'investigation menée par plusieurs sociétés de médias dirigées par les European Investigative Collaborations (EIC), composé d’une quinzaine de médias internationaux dont Mediapart et Der Spiegel. Le consortium international Intellexa Alliance, aurait distribué le logiciel espion Predator permettant d’aspirer le contenu d’un téléphone mobile, mais aussi de le mettre sur écoute, et de suivre sa géolocalisation en temps réel à divers gouvernements.
Le logiciel Predator permet à des régimes autoritaires et même démocratiques de surveiller et espionner la population, des avocats, des journalistes, des opposants politiques, des personnalités politiques, des universitaires dans l’Union européenne, aux États-Unis et en Asie.

## Enquêtes des médias
Der Spiegel et le quotidien français Mediapart ont reçu des documents confidentiels des enquêtes françaises ainsi que des documents de Hensoldt. Sous la coordination d'un an de l'EIC, NRC Handelsblad, Politiken, Expresso, Le Soir, De Standaard, Verdens Gang, Infolibre et Domani ont également enquêté en plus des médias susmentionnés. Shomrin, Reporters United, Daraj Media, le Washington Post et WOZ Die Wochenzeitung ont également participé.
Des analystes du Citizen Lab de l'Université de Toronto ont découvert le logiciel espion sur les appareils des victimes. Ce groupe de chercheurs, observateur l’industrie de la surveillance numérique, a pointé une entreprise : Cytrox.
D'après l'enquête du consortium de médias EIC, dont en particulier Mediapart, le gouvernement français et la DGSE étaient au courant des ventes au service de dictatures et a constamment soutenu les activités commerciales de Nexa à l'étranger,.

## Éditeur, commercialisation
Predator est officiellement vendu pour la lutte contre le crime organisé. La législation internationale interdit les exportations de tels logiciels dans les pays où il a de fortes chances d’être utilisé hors du cadre de l’État de droit.
Predator est commercialisé par un consortium d'entreprises appelé  Intellexa Alliance qui a été fondé en Irlande en 2018 par Tal Dilian, ancien général d'une cyber-unité, l'Unité 81, de l'armée israélienne. Après avoir quitté le service, Dilian a acquis Cytrox, une start-up du nord de la Macédoine, avec sa société Aliada. Les sociétés françaises Nexa et AMES (Advanced Middle East Systems) font partie du consortium Intellexa. Les sociétés françaises sont les successeurs de la société  Amesys, société controversée de conception de solutions de surveillance fournisseur du logiciel Eagle, vendue à Mouammar Kadhafi en 2006,.

## Limitations de commercialisation et d'usage
En mars 2023, Joe Biden limite les possibilités d’achat de logiciels espions par les agences américaines. L’interdiction peut viser le logiciel Predator.
Les États-Unis ont annoncé le 30 mars 2023 avoir, aux côtés de dix autres pays dont la France, signé une déclaration commune pour « contrer la prolifération et les mauvais usages des logiciels espions commerciaux » dont fait partie Predator. En plus des États-Unis, le texte a été signé par la France, l’Australie, le Canada, le Costa Rica, le Danemark, la Nouvelle-Zélande, la Norvège, la Suisse, la Suède, et le Royaume-Uni.
En juillet 2023, les autorités américaines placent sur liste noire du ministère du Commerce des États-Unis les entreprises Intellexa et Cytrox.
En octobre 2023, il est découvert que la société Nexa, intermédiaire dans la vente du logiciel Predator, s’est appuyée sur Advanced Middle East Systems pour contourner les restrictions européennes qui s’appliquent normalement à l’exportation des biens à double usage, dénomination recouvrant les équipements pouvant avoir une utilisation aussi bien civile que militaire, et qui s’applique aux logiciels espions.
En mars 2024, les Etats-Unis imposent de nouvelles sanctions. Les sociétés Intellexa, Cytrox et Thalestris, en lien sur le logiciel Prédator, sont sanctionnées par le département du Trésor américain qui leur interdit toute transaction commerciale entre ces entreprises et des individus ou firmes américaines.

## Caractéristiques techniques
Les chercheurs de Citizen Lab sont parvenus à étudier deux versions de Predator qui contournent les sécurités des systèmes d'exploitation, l’une développée pour fonctionner sur iOS, le système d’exploitation des appareils mobile d’Apple, et l’autre conçue pour les téléphones Android. Les chercheurs ont découvert, sur la version iOS du logiciel, un mécanisme de persistance qui permet de conserver une présence dans l’appareil même lorsque celui-ci est éteint puis rallumé.
Predator, logiciel espion, permet d'accéder aux téléphones mobiles des personnes ciblées en cliquant sur des liens piégés qui sont envoyés aux victimes ; par exemple, de faux articles provenant de fournisseurs d'information réputés pour motiver la victime à cliquer sur le lien,. De même, une attaque tactique est possible, dans laquelle des appareils à proximité peuvent être exploités. Lors d'une démonstration aux journalistes du magazine Forbes en 2019, le logiciel a localisé les mains à une distance de plusieurs centaines de mètres sans un clic de souris.
Le logiciel donne ainsi accès aux listes d'appels, aux SMS, aux applications de messagerie comme WhatsApp, Telegram ou Signal, ainsi qu'aux photos, vidéos et à l'historique de navigation, aux services de géolocalisation. Les pirates peuvent également falsifier les messages.
En octobre 2023, Google et Apple ont signalé avoir corrigé les chaînes de vulnérabilités informatiques exploitées par le logiciel espion.
Entre février et juin 2023, au moins 50 comptes appartenant à 27 personnes et 23 institutions ont été publiquement pris pour cible sur les plateformes de réseaux sociaux X (anciennement Twitter) et Facebook

## États clients
Le logiciel d'espionnage a été vendu dans 25 pays, dont le Soudan, la Mongolie, Madagascar, le Kazakhstan, l'Égypte, l'Indonésie, et l'Angola. En Europe, le logiciel espion a également été vendu en Allemagne, en Autriche et en Suisse. Par ailleurs aussi le Congo, les Émirats arabes unis, la Jordanie, le Kenya, Oman, le Pakistan, le Qatar, Singapour et le Vietnam sont des clients pour ce logiciel espion.

## Utilisations abusives
CIitizen Lab a identifié parmi les victimes du logiciel espion Ayman Nour opposant au régime égyptien et un ancien candidat à l’élection présidentielle égyptienne.
Des journalistes grecs dans le cadre du scandale des écoutes téléphoniques en Grèce ont été ciblés. À la suite de l'affaire de la mise sur écoute de deux journalistes, le gouvernement grec fait face à un scandale d’État. Le 26 juillet 2022, le chef du Mouvement socialiste panhellénique (Pasok), Nikos Androulakis, révèle à son tour que son téléphone a été ciblé par le logiciel espion Predator.
En octobre 2023, l’enquête des « Predator files » confirme que des membres de la société civile, des personnalités politiques, des journalistes, des universitaires sont ciblés illégalement par le logiciel espion Predator. Les victimes sont ressortissants de  l’Union européenne (UE), des États-Unis et de pays asiatiques. A titre d'exemple, parmi les personnes visées par Predator figurent des responsables des Nations unies (ONU), un sénateur et un député américains, la présidente du Parlement européen ainsi que celle de Taiwan.
Des chercheurs de la société de sécurité informatique française Sekoia ont identifié une infrastructure conçue pour infecter les téléphones de Malgaches par le logiciel espion Predator, la campagne présidentielle malgache aurait pu en être impactée. Le groupe français Nexa, anciennement Amesys, a vendu le logiciel espion Predator à Madagascar hors de tout cadre légal. L’enquête de « Mediapart » et du consortium European Investigative Collaborations révèle que du matériel de surveillance a voyagé par valises diplomatiques françaises alors qu’aucune licence d’exportation n’avait été finalisée.
Le Vietnam a tenté de pirater des journalistes et des responsable politique de haut niveau en Europe révèle un rapport publié lundi 9 octobre 2023 par Amnesty International. Les cibles du Vietnam identifiées sont , des journalistes d’opposition en exil en Allemagne, des membres des institutions européennes, l’ambassadeur allemand aux Etats-Unis, la présidente de Taïwan, Tsai Ing-wen. Faute d’analyses effectuées sur les téléphones des cibles, on ignore combien ont pu être infectées.
Selon le site Mediapart, un eurodéputé français Pierre Karleskind, président de la commission “Pêche” du Parlement européen, aurait été visé par le logiciel espion.
Madagascar aurait acheté ce logiciel en mai 2021, après avoir eu droit à une démonstration qui aurait impliqué un dossier de surveillance du journaliste d'investigation malgache critique du pouvoir Roland Rasoamaharo, et aurait utilisé ce logiciel espion par crainte d'un coup d'État. Le système aurait donné lieu à une vingtaine de personnes, dont deux ressortissants français au moins.